# Bjørn Brandenborg
Bjørn Brandenborg (10 de dezembro de 1991, em Svendborg) é um político dinamarquês, membro do Folketing pelo partido dos sociais-democratas. Ele foi eleito para o Folketing nas eleições legislativas dinamarquesas de 2019.

## Carreira política
Brandenborg concorreu ao parlamento pela primeira vez na eleição de 2019, onde recebeu 6.837 votos. Isso foi o suficiente para uma cadeira no parlamento pelos sociais-democratas.